# Lista de filmes portugueses de 1965
Lista de filmes portugueses de longa-metragem lançados comercialmente em Portugal em 1965, nas salas de cinema.
Notas: Na secção coprodução, passando o cursor sobre a bandeira aparecerá o nome do país correspondente.
| # | Filme                  | Realização          | Género         | Estreia         | Coprodução                 |
| - | ---------------------- | ------------------- | -------------- | --------------- | -------------------------- |
| 1 | Um Cão e Dois Destinos | Alain Bornet        | Drama          | 17 de fevereiro | —                          |
| 2 | Catembe                | Faria de Almeida    | Documentário   | 6 de dezembro   | —                          |
| 3 | As Ilhas Encantadas    | Carlos Vilardebó    | Drama          | 15 de março     | França                     |
| 4 | Passagem de Nível      | Américo Leite Rosa  | Drama, musical | 18 de junho     | —                          |
| 5 | Rapazes de Táxis       | Constantino Esteves | Drama, musical | 18 de agosto    | —                          |
| 6 | Le grain de sable      | Pierre Kast         | Drama          | 22 de julho     | França · Itália · Alemanha |
| 7 | O Trigo e o Joio       | Manuel Guimarães    | Drama          | 9 de novembro   | —                          |
| 8 | Vinte E Nove Irmãos    | Augusto Fraga       | Drama          | 3 de setembro   | —                          |